# 甘肅省 (中華民國)
甘肅省，為中華民國的一省，延續清朝制度所設置的22省之一，為華北六省之一。簡稱為「甘」或「陇」。

## 省名由來
因甘州（今張掖）與肅州（今酒泉）而得名。元朝至元二十三年，陝西四川行省改名為甘肅行中書省。「甘肅」一詞從此做為一個正式行政區劃的名稱開始使用。

## 管轄範圍

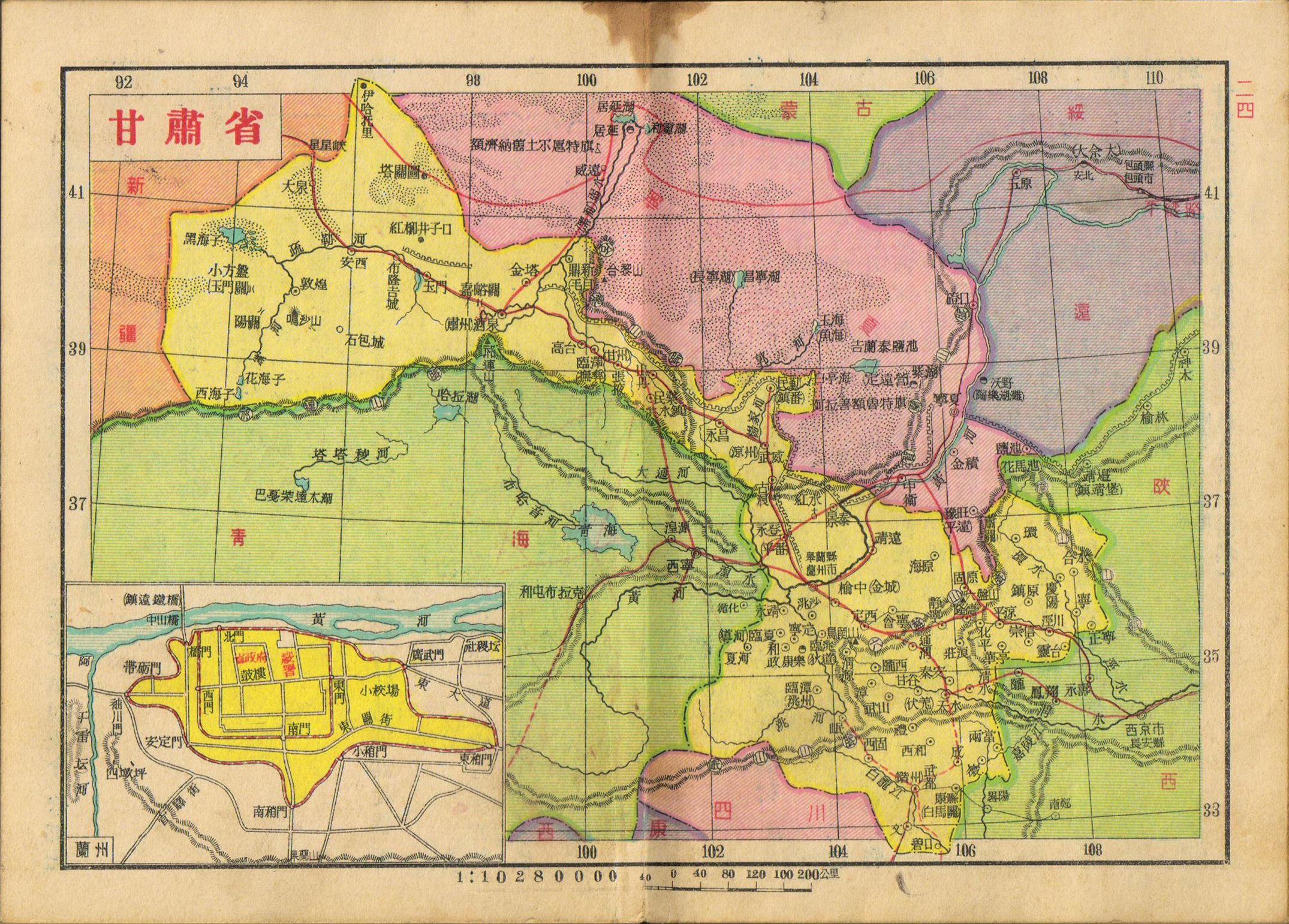
亞新地學社1936年《袖珍中華全圖》的甘肅省地圖

民國初，轄境約相當於今甘肅省、寧夏回族自治區全部，青海省河南蒙古族自治縣、貴南縣、共和縣、海晏縣、祁連縣及土爾根達坂山一線以東、以北區域，以及新疆維吾爾自治區若羌縣東南部。民國18年（1929年），舊寧夏道、西寧道各縣劃屬寧夏省、青海省，轄境大幅減小。民國36年（1947年），全省土地面積為391,506平方公里，區域包括今甘肅省全境（瑪曲縣除外），寧夏回族自治區的隆德、固原、海原、化平、西吉等縣。東接陝西省，北鄰寧夏省、蒙古人民共和国，西界新疆省，南接青海省、四川省。

## 人口
以下依據中華民國實業部《中國經濟年鑑》（1934年出版）、內政部統計司編《民國十七年各省市戶口調査統計報告》（1931年出版）、主計處統計局編《中華民國統計提要》（1940年出版）、中華民國年鑑社編《中華民國年鑑》（1952年出版，頁19－21）所提供的人口數據：
| 調查年代 | 戶數      | 人口      | 男性      | 女性      | 每戶平均人口 | 性別比例 |
| -------- | --------- | --------- | --------- | --------- | ------------ | -------- |
| 1912年   | 986,000   | 4,990,000 | 2,725,000 | 2,265,000 | 5.06         | 120.30   |
| 1928年   | 無        | 6,281,000 | 無        | 無        | 無           | 無       |
| 1936年   | 1,132,000 | 6,716,000 | 3,658,000 | 3,059,000 | 5.93         | 119.58   |
| 1947年   | 1,278,000 | 7,091,000 | 3,696,000 | 3,394,000 | 5.55         | 108.89   |

據中華民國內政部戶政司於民國79年（1990年）臺閩地區戶口及住宅普查報告，臺閩地區籍貫為甘肅省的人數為3844人，佔非臺灣省籍269萬4917人口當中的0.14%。

## 歷史沿革
宣統二年（1910年）冬，黃鉞受同盟會派遣，赴甘肅蘭州活動，取得陝甘總督長庚信任，被委為督練公所軍事參議。宣統三年（1911年）武昌起義後，陝西西安新軍起義回應，宣告陝西獨立。陝甘總督長庚派甘肅新軍分途進逼西安。黃鉞以阻擋四川民軍北上為詞，率所部開駐秦州（今天水市）。民國元年（1912年）3月10日發動秦州起義，宣佈甘肅獨立，並組織甘肅臨時軍政府，任甘肅都督。3月15日，蘭州也宣告“反正”，原甘肅布政史趙惟熙任甘肅都督。經調停，黃鉞取消都督名號，解散秦州臨時軍政府。後被袁世凱委任為大總統政治參議官、大總統軍事顧問官。
民國初，廢除了清代的府、州、廳制。後實行省、道、縣三級制。民國元年（西元1912年），全省劃設為7道。民國三年（1914年），改省的長官民政長（民國初期稱都督）為巡按使，道的長官道尹為觀察使（後改稱道尹），次年，又改巡按使為省長。
民國十四年（1925年）8月，馮玉祥率國民軍入甘肅省，甘肃督辦陸洪濤被迫下野。
北伐戰爭以後，民國16年（1927年），廢除道的建制，改縣的行政長官縣知事為縣長。隨著軍閥混戰局面的結束，國民政府對行政制度作了一些調整。民國17年（1928年），劃甘肅省原西寧道所屬7縣置青海省；同時劃甘肅省原寧夏道所屬8縣和寧夏護軍使所轄的阿拉善額魯特、額濟納土爾扈特2部地置寧夏省。同年，马仲英叛乱，是为第四次河湟事变。
民國20年（1931年）期間，馬仲英於甘肅省張掖縣成立「河西省行政委員會」，自任「河西省主席」。轄有甘肅河西走廊的民樂、山丹、張掖、臨澤、高台、酒泉、鼎新、金塔、玉門、安西、敦煌11縣。隨後因馬仲英部加入了新疆內戰後而消失。從民國23年（1934年）開始，甘肅省在縣的行政建制之上，又設立行政督察專員公署，作為省的輔助機關。
抗戰時期，國民政府分別在四川、新疆、甘肅三個地區發展石油工業，但因技術與資金的問題，其成效有限。
民國38年（1949年）夏季的扶郿戰役，國軍遭受沉重打擊，共軍進軍甘肅，省會蘭州遭受威脅，甘肅省主席郭寄嶠見大勢已去，倉皇南逃。8月5日，甘肅省代主席丁宜中率人員西逃河西。8月20日，彭德懷指揮的中國人民解放軍第一野戰軍在蘭州城外會合成東、西、南三面包圍之勢，發動蘭州戰役。8月26日解放軍進入市區，中華民國國軍馬步芳部被殲大部，馬步芳敗逃西寧，蘭州戰役基本結束。9月初，解放軍從蘭州出發，向河西進軍，河西各地望風而逃或紛紛投降，直至9月28日才結束河西地區追擊作戰。已西逃新疆的甘肅省代理主席丁宜中，宣布解散甘肅省政府，返回酒泉。11月25日，國民政府行政院任命少將，第119軍軍長王治岐為甘肅省政府主席，撤銷武都第八區行政督察專員公署，改為省政府，原專署人員一律提升一級為省政府職員。省政府地址選定在武都師範學校（今武都第七中學）。國民政府希冀據守秦蜀咽喉，保住四川門戶，阻止共軍入川進軍西南。第119軍駐防武都後，副軍長蔣雲台不肯接受安排進駐武都城，而將部隊駐紮在武都城的要塞入口——安化。在中共甘南工委軍事委員龍一飛多次親自勸說、策動下，於12月9日，率第119軍投靠中共。中共解放軍第一野戰軍第62軍先遣隊在第119軍732團的掩護下，於10日凌晨進駐武都。
1950年，甘肅省人民政府成立，下轄蘭州1地級市及慶陽、平涼、定西、天水、武都、武威、酒泉、臨夏、岷縣、張掖10個專區。

## 行政區劃

### 省、縣之間的行政區

#### 道制
辛亥革命以後，廢除了清代的府、州、廳制。民國初期實行省、道、縣三級制。民國元年（西元1912年）全省共設7道，即蘭山道（治皋蘭縣，清蘭州府地）、寧夏道（治寧夏縣，清寧夏府地）、西寧道（治西寧縣，清西寧府地）、涇原道（治平涼縣，清平涼、慶陽府、涇州、固州、化平川廳地）、渭川道（治天水縣，清秦、階二州地）、安肅道（治酒泉縣，清肅州、安西二州地）、甘涼道。北伐戰爭以後，民國十六年（1927年），廢除道的建制。
蘭山道
民國2年（1913年）4月置，轄境包括清代的蘭州府和鞏清階道所屬的安定、隴西、臨潭、會寧、岷縣、漳縣等地，觀察使駐狄道縣（今甘肅臨洮縣駐地洮陽鎮）。民國3年（1914年）5月，道尹為繁要缺，一等，駐皋蘭縣（今甘肅蘭州市區）。轄皋蘭、狄道、紅水、導河、洮沙、靖遠、金縣、渭源、定西、隴西、臨潭、會寧、岷縣、漳縣14縣，民國16年（1927年）廢。
寧夏道
民國2年（1913年）4月置朔方道，轄境包括清代寧夏道全境及平慶涇固道屬之平遠縣。民國3年（1914年）5月改名。道尹為簡缺，三等，駐寧夏縣（今寧夏銀川市城區）。轄寧夏、寧朔、靈武、鹽池、平羅、中衛、金積、鎮戎8縣，民國16年（1927年）廢。
西寧道
民國2年（1913年）4月置海東道，轄境包括清代西寧道全境。民國3年（1914年）5月改名。道尹為邊缺，二等，駐西寧縣（今青海西寧市城區）。轄西寧、大通、碾伯、循化、貴德、巴戎、湟源7縣，民國16年（1927年）廢。
涇原道
民國2年（1913年）4月置隴東道，轄境包括清代平慶涇固道全境（除平遠縣外）。民國3年（1914年）5月改名。道尹為簡缺，三等，駐平涼縣（今甘肅平涼市城區）。轄平涼、華亭、靜寧、隆德、莊浪、慶陽、寧縣、正寧、合水、環縣、涇川、崇信、鎮源、靈台、固原、海源、化平17縣，民國16年（1927年）廢。
渭川道
民國2年（1913年）4月置隴南道，轄境包括清代鞏清階道大部（除安定、隴西、臨潭、會寧、岷縣、漳縣）。民國3年（1914年）5月改名。道尹為要缺，二等，駐天水縣（今甘肅天水市城區）。轄天水、秦安、清水、徽縣、兩當、禮縣、通渭、武山、伏羌、西和、武都、西固、文縣、成縣14縣，民國16年（1927年）廢。
安肅道
民國2年（1913年）4月置邊關道，轄境包括清代安肅道全境。民國3年（1914年）5月改名。道尹為簡缺，三等，駐酒泉縣（今甘肅酒泉市城區）。轄酒泉、金塔、高台、毛目、安西、敦煌、玉門7縣，民國16年（1927年）廢。

#### 行政督察區
民國24年（1935年）8月全省劃分為7個行政督察區。民國27年（1938年）4月，第一、四、五區轄境有所調整。民國30年（1941年）11月新置第八區，對第一、第四區轄境進行調整。民國33年（1944年）4月增設第九區，各區轄境略有變動，爾後除民國38年（1949年）11月第八區改由省政府直轄外，未再改變。中華人民共和國成立後由專區取代。
甘肅省政府直轄區
民國27年（1938年）4月，以第一區皋蘭縣劃為省政府直轄地。5月，增領蘭州市。民國30年（1941年）11月，第一區臨洮、榆中、洮沙、景泰、靖遠、定西、會寧、永登、康樂9縣劃為省政府直轄地，計轄1市10縣。民國33年（1944年）2月增領會川縣，計轄1市11縣。4月，臨洮、榆中、洮沙、定西、康樂、會川6縣劃屬第九區，轄境減為1市5縣。中華人民共和國成立後由劃入蘭州市、定西專區、臨夏專區。
第一行政督察區
民國24年（1935年）8月置，專署駐臨洮縣，轄臨洮、皋蘭、榆中、洮沙、渭源、景泰、靖遠、定西、會寧、隴西、漳縣、臨潭、岷縣、永登14縣及康樂設治局。民國27年（1938年）4月，皋蘭改屬省直轄。民國28年（1939年）增領卓尼設治局。民國29年（1940年）8月康樂設治局改置縣。民國30年（1941年）11月，臨洮、榆中、洮沙、景泰、靖遠、定西、會寧、永登、康樂9縣劃屬省直轄，第五區夏河縣來屬，計轄岷縣、渭源、隴西、漳縣、臨潭、夏河6縣及卓尼設治局，專署改駐岷縣。民國33年（1944年）4月，渭源縣劃屬第九區，轄境減為5縣1設治局。中華人民共和國成立後由岷縣專區取代。
第二行政督察區
民國24年（1935年）8月置，專署駐平涼縣，轄平涼、華亭、化平、隆德、莊浪、靜樂、崇信、固原、海原9縣。民國30年（1941年）11月增領西吉縣。抗戰結束後，固原縣改屬第三區。中華人民共和國成立後由平涼專區取代。
第三行政督察區
民國24年（1935年）8月置，專署駐慶陽縣，轄慶陽、涇川、靈臺、環縣、合水、寧縣、正寧、鎮原8縣。抗戰結束後，第二區固原縣來屬，轄境增為9縣。中華人民共和國成立後由慶陽專區、平涼專區取代。
第四行政督察區
民國24年（1935年）8月置，專署駐天水縣，轄天水、甘谷、武山、禮縣、西和、秦安、通渭、清水、兩當、徽縣、成縣、武都、康縣、文縣、西固15縣。民國30年（1941年）11月武都、文縣、西固、成縣、康縣5縣劃屬第八區，轄縣減為10縣。中華人民共和國成立後由天水專區取代。
第五行政督察區
民國24年（1935年）8月置，專署駐臨夏縣，轄臨夏、永靖、寧定、和政、夏河5縣。民國30年（1941年）11月，夏河縣劃屬第一區，轄境減為4縣。中華人民共和國成立後由臨夏專區取代。
第六行政督察區
民國24年（1935年）8月置，專署駐武威縣，轄武威、民勤、永昌、山丹、民樂、張掖、臨澤、古浪8縣。中華人民共和國成立後由武威專區取代。
第七行政督察區
民國24年（1935年）8月置，專署駐酒泉縣，轄酒泉、金塔、鼎新、高喜、玉門、安西、敦煌7縣。民國26年（1937年）10月增領馬鬃設治局（後改名肅北設治局）。中華人民共和國成立後由張掖專區、酒泉專區取代。
第八行政督察區
民國30年（1941年）11月以第四區武都、文縣、西固、成縣、康縣5縣置，專署駐武都縣。民國38年（1949年）11月改由省政府直轄。中華人民共和國成立後由武都專區取代。
第九行政督察區
民國33年（1944年）4月，以省政府直轄地的臨洮、榆中、洮沙、定西、康樂、會川6縣及第一區渭源縣置，專署駐臨洮縣。中華人民共和國成立後由臨夏專區、定西專區取代。

### 縣級行政區
清代甘肅省在宣統三年（1911年）時，分為8府、1直隸廳、6直隸州，下轄8廳、6州、47縣。民國15年（1926年）廢除道級建制，實行省、縣兩級行政區。民國38年（1949年）時，甘肅省劃分為10行政督察區，下轄69縣、1省轄市、2設治局。民國77年（1988年）7月，行政院公布《中華民國各省（市）縣（市）行政區域代碼》，為各省縣市編定代碼，該法規於民國94年（2005年）10月停用。甘肅省各縣、市沿革情況如下：
| 甘肅省     | 甘肅省     | 甘肅省 | 甘肅省 | 甘肅省     | 甘肅省                                                       | 甘肅省       | 甘肅省 |
| 行政督察區 | 專署駐地   | 代碼   | 縣等級 | 縣市局     | 駐地(2023年4月)                                              | 北洋時期     | 沿革 |
| ---------- | ---------- | ------ | ------ | ---------- | ------------------------------------------------------------ | ------------ | --- |
| 省政府直轄 | 省政府直轄 | 20001  | 不適用 | 蘭州市     | 今蘭州市城區                                                 | (蘭山道)     | 民國30年（1941年）5月析皋蘭縣城廂地區置，為甘肅省會。 |
| 省政府直轄 | 省政府直轄 | 20002  | 一等   | 皋蘭縣     | 今蘭州市城區                                                 | 蘭山道(駐地) | 民國30年（1941年）5月前為甘肅省會。 |
| 省政府直轄 | 省政府直轄 | 20003  | 五等   | 景泰縣     | 寬溝（今景泰縣西寺灘鄉）                                     | 蘭山道       | 清代為皋蘭縣紅水分縣轄境，因距皋蘭太遠，民國2年（1913年）置紅水縣。因境內有明萬曆年間所建紅水堡，故名。與靖遠縣劃界以後，縣城寬溝位於縣境西端，行政非常不便，民國22年（1933年）4月遷治一條山（今景泰縣駐地一條山鎮），並改名。因“紅水原名疏無取義，改名景泰，藉為中國收復失地之紀念。”民國23年（1934年）3月遷治大蘆塘（今景泰縣東蘆陽鎮）。 |
| 省政府直轄 | 省政府直轄 | 20010  | 三等   | 靖遠縣     | 今靖遠縣駐地烏蘭鎮                                           | 蘭山道       | |
| 省政府直轄 | 省政府直轄 | 20018  | 三等   | 會寧縣     | 今會寧縣駐地會師鎮                                           | 蘭山道       | |
| 省政府直轄 | 省政府直轄 | 20056  | 三等   | 永登縣     | 今永登縣駐地城關鎮                                           | 甘涼道       | 清代為平番縣，民國17年（1928年）3月改名，因六朝時永登縣得名。 |
| 第一區     | 岷縣       | 20014  | 三等   | 隴西縣     | 今隴西縣駐地鞏昌鎮                                           | 蘭山道       | 清代為鞏昌府附郭縣。 |
| 第一區     | 岷縣       | 20015  | 五等   | 漳縣       | 今漳縣駐地武陽鎮                                             | 蘭山道       | 原為清代隴西縣漳縣丞轄地，面積雖不甚廣闊，而人口達4.6萬以上，又為產鹽之地，因而於民國2年（1913年）4月析置為縣。以清道光9年（1829年）裁撤的漳縣得名。 |
| 第一區     | 岷縣       | 20016  | 四等   | 臨潭縣     | 今臨潭縣東新城鎮                                             | 蘭山道       | 清代為洮州廳，民國2年（1913年）4月改縣並改名，因古縣名而得名。 |
| 第一區     | 岷縣       | 20017  | 四等   | 夏河縣     | 拉蔔楞（今夏河縣駐地拉蔔楞鎮）                               | 西寧道       | 民國15年（1926年）析導河、臨潭、循化置拉蔔楞設治局。民國16年（1927年）甘肅省政府改縣，民國17年（1928年）3月批准。因地處大夏河濱，故名。 |
| 第一區     | 岷縣       | 20019  | 二等   | 岷縣       | 今岷縣駐地岷陽鎮                                             | 蘭山道       | 清代為岷州，民國2年（1913年）4月改縣。 |
| 第一區     | 岷縣       | 20072  | 不適用 | 卓尼設治局 | 卓尼（今卓尼縣駐地柳林鎮）                                   | (蘭山道)     | 民國28年（1940年）以卓尼土司轄地置。 |
| 第二區     | 平涼縣     | 20035  | 一等   | 平涼縣     | 今平涼市城區                                                 | 涇源道(駐地) | 清代為平涼府附郭縣。 |
| 第二區     | 平涼縣     | 20036  | 四等   | 華亭縣     | 今華亭市駐地東華鎮                                           | 涇源道       | |
| 第二區     | 平涼縣     | 20037  | 三等   | 靜寧縣     | 今靜寧縣駐地城關鎮                                           | 涇源道       | 清代為靜寧州，民國2年（1913年）4月改縣。 |
| 第二區     | 平涼縣     | 20038  | 四等   | 隆德縣     | 今寧夏回族自治區隆德縣駐地城關鎮                             | 涇源道       | |
| 第二區     | 平涼縣     | 20039  | 三等   | 莊浪縣     | 今莊浪縣駐地西北南湖鎮                                       | 涇源道       | 原為隆德縣莊浪分縣，“向徵錢糧，且詞訟繁多”，民國2年（1913年）4月置縣。 |
| 第二區     | 平涼縣     | 20046  | 五等   | 崇信縣     | 今崇信縣駐地錦屏鎮                                           | 涇源道       | |
| 第二區     | 平涼縣     | 20050  | 四等   | 海原縣     | 海喇都堡（今寧夏回族自治區海原縣駐地海城鎮）                 | 涇源道       | 清代為海城縣，民國2年（1913年）4月打拉池地方併入。因與奉天省縣名重名，民國3年（1914年）1月改名。縣境有海都原，故名。 |
| 第二區     | 平涼縣     | 20051  | 五等   | 化平縣     | 今寧夏回族自治區涇源縣駐地香水鎮                             | 涇源道       | 清代為化平川直隸廳。民國2年（1913年）4月改縣。 |
| 第二區     | 平涼縣     | 20069  | 四等   | 西吉縣     | 穆家營（今寧夏回族自治區西吉縣駐地吉強鎮）                   | (涇源道)     | 民國30年（1941年）析固原、海原、隆德3縣交界處穆家營地方置。以當地回族最大教派哲赫忍耶的宗教活動中心“西吉灘”（席芨灘）為名。 |
| 第三區     | 慶陽縣     | 20040  | 一等   | 慶陽縣     | 今慶城縣駐地慶城鎮                                           | 涇源道       | 清代為慶陽府附郭安化縣。因與湖南、廣西、貴州3省縣名重名，民國3年（1914年）1月改名。因清代慶陽府名得名。 |
| 第三區     | 慶陽縣     | 20041  | 一等   | 寧縣       | 今寧縣駐地新寧鎮                                             | 涇源道       | 清代為寧州，民國2年（1913年）4月改縣。 |
| 第三區     | 慶陽縣     | 20042  | 四等   | 正寧縣     | 今正寧縣西南永和鎮羅川村                                     | 涇源道       | 民國19年（1930年）遷駐山河鎮，即今治。 |
| 第三區     | 慶陽縣     | 20043  | 六等   | 合水縣     | 今合水縣北老城鎮                                             | 涇源道       | |
| 第三區     | 慶陽縣     | 20044  | 六等   | 環縣       | 今環縣駐地環城鎮                                             | 涇源道       | |
| 第三區     | 慶陽縣     | 20045  | 一等   | 涇川縣     | 今涇川縣駐地城關鎮                                           | 涇源道       | 清代為涇州直隸州直轄地，民國2年（1913年）4月改為涇縣。因與安徽省縣名重名，民國3年（1914年）1月改名。漢置涇川縣於此，故名。 |
| 第三區     | 慶陽縣     | 20047  | 二等   | 鎮原縣     | 今鎮原縣駐地城關鎮                                           | 涇源道       | |
| 第三區     | 慶陽縣     | 20048  | 三等   | 靈台縣     | 今靈台縣駐地中台鎮                                           | 涇源道       | |
| 第三區     | 慶陽縣     | 20049  | 二等   | 固原縣     | 今寧夏回族自治區固原市城區                                   | 涇源道       | 清代為固原直隸州，民國2年（1913年）4月改縣。 |
| 第四區     | 天水縣     | 20020  | 一等   | 天水縣     | 今天水市城區                                                 | 渭川道(駐地) | 清代為秦州直隸州直轄地，民國2年（1913年）4月改縣並改名，因古天水郡得名。 |
| 第四區     | 天水縣     | 20021  | 二等   | 秦安縣     | 今秦安縣駐地興國鎮                                           | 渭川道       | |
| 第四區     | 天水縣     | 20022  | 三等   | 清水縣     | 今清水縣駐地永清鎮                                           | 渭川道       | |
| 第四區     | 天水縣     | 20023  | 三等   | 徽縣       | 今徽縣駐地城關鎮                                             | 渭川道       | |
| 第四區     | 天水縣     | 20024  | 五等   | 兩當縣     | 今兩當縣駐地城關鎮                                           | 渭川道       | |
| 第四區     | 天水縣     | 20025  | 三等   | 禮縣       | 今禮縣駐地城關鎮                                             | 渭川道       | |
| 第四區     | 天水縣     | 20026  | 三等   | 通渭縣     | 今通渭縣駐地平襄鎮                                           | 渭川道       | |
| 第四區     | 天水縣     | 20027  | 三等   | 武山縣     | 今武山縣駐地城關鎮                                           | 渭川道       | 清代為寧遠縣，因與奉天、山西、新疆、湖南4省縣名重名，民國3年（1914年）1月改名。縣境有武城山，故名。 |
| 第四區     | 天水縣     | 20028  | 三等   | 甘谷縣     | 今甘谷縣駐地大像山鎮                                         | 渭川道       | 清代為伏羌縣，民國17年（1928年）3月改名，因宋代甘谷縣為名。 |
| 第四區     | 天水縣     | 20029  | 三等   | 西和縣     | 今西和縣駐地漢源鎮                                           | 渭川道       | |
| 第五區     | 臨夏縣     | 20005  | 一等   | 臨夏縣     | 今臨夏市駐地城南街道                                         | 蘭山道       | 清代為河州，民國2年（1913年）4月改為導河縣。民國17年（1928年）3月改名。因瀕臨大夏河，故名。 |
| 第五區     | 臨夏縣     | 20007  | 四等   | 寧定縣     | 太子寺（今廣河縣駐地城關鎮）                                 | 蘭山道       | 民國6年（1917年）析導河縣地置，宋設寧羌城、元設定羌縣於此，故名。 |
| 第五區     | 臨夏縣     | 20008  | 四等   | 永靖縣     | 蓮花城（今永靖縣西南劉家峽水庫區域）                         | (蘭山道)     | 民國18年（1929年）4月析臨夏縣地置，縣名寓“永遠安定”之義。 |
| 第五區     | 臨夏縣     | 20009  | 四等   | 和政縣     | 寧河堡（和政驛，今和政縣駐地城關鎮）                         | (蘭山道)     | 民國18年（1929年）10月析臨洮、臨夏兩縣置。 |
| 第六區     | 武威縣     | 20052  | 一等   | 武威縣     | 今武威市城區                                                 | 甘涼道(駐地) | 清代為涼州府附郭縣。 |
| 第六區     | 武威縣     | 20053  | 三等   | 永昌縣     | 今永昌縣駐地城關鎮                                           | 甘涼道       | |
| 第六區     | 武威縣     | 20054  | 四等   | 民勤縣     | 今民勤縣駐地三雷鎮                                           | 甘涼道       | 清代為鎮番縣，“因舊名不雅馴”，民國17年（1928年）3月改名，取“勤奮創業”之義。 |
| 第六區     | 武威縣     | 20055  | 五等   | 古浪縣     | 今古浪縣駐地古浪鎮                                           | 甘涼道       | |
| 第六區     | 武威縣     | 20057  | 一等   | 張掖縣     | 今張掖市城區                                                 | 甘涼道       | 清代為甘州府附郭縣。 |
| 第六區     | 武威縣     | 20058  | 五等   | 民樂縣     | 今山丹縣西北東樂鎮                                           | 甘涼道       | 民國2年（1913年）4月，以清代東樂分縣管轄區域置東樂縣，因縣治處縣境北部，·而洪水堡地處全縣中心，各區人民納糧甚為便利，民國22年（1933年）6月遷治洪水堡（今民樂縣駐地洪水鎮）並更名，又重劃東樂、山丹兩縣縣界，以山丹縣屬童子壩、沐化壩來屬，以舊東樂縣城屬山丹縣。                                                                            |
| 第六區     | 武威縣     | 20059  | 五等   | 山丹縣     | 今山丹縣駐地清泉鎮                                           | 甘涼道       | |
| 第六區     | 武威縣     | 20060  | 五等   | 臨澤縣     | 今臨澤縣西北蓼泉鎮                                           | 甘涼道       | 清代為扶彝廳。民國2年（1913年）4月改為扶彝縣。民國17年（1928年）3月改名，因漢臨澤縣名得名。 |
| 第七區     | 酒泉縣     | 20061  | 一等   | 酒泉縣     | 肅州（今酒泉市城區）                                         | 安肅道(駐地) | 清代為肅州直隸州直轄地，民國2年（1913年）4月改縣並改名，因古地名得名。 |
| 第七區     | 酒泉縣     | 20062  | 四等   | 金塔縣     | 王子莊（今金塔縣駐地金塔鎮）                                 | 安肅道       | 原為肅州王子莊分州，因“王子莊地面遼闊，北至蒙古一百余里，且錢糧向由州同征收”，民國2年（1913年）4月置縣。縣治東南2公里處有金塔寺，故名。 |
| 第七區     | 酒泉縣     | 20063  | 三等   | 高台縣     | 今高台縣駐地城關鎮                                           | 安肅道       | |
| 第七區     | 酒泉縣     | 20064  | 五等   | 鼎新縣     | 毛目屯（今金塔縣東北鼎新鎮）                                 | 安肅道       | 原為高台縣毛目分縣，因“地面遼闊，北連蒙古，與王子莊同，由分縣駐地至高台縣治程途有二百余里”，民國2年（1913年）4月置毛目縣。民國17年（1928年）3月改名。 |
| 第七區     | 酒泉縣     | 20065  | 三等   | 安西縣     | 今瓜州縣駐地淵泉鎮                                           | 安肅道       | 清代為安西直隸州直轄地，民國2年（1913年）4月改縣。 |
| 第七區     | 酒泉縣     | 20066  | 三等   | 敦煌縣     | 今敦煌市駐地沙州鎮                                           | 安肅道       | |
| 第七區     | 酒泉縣     | 20067  | 四等   | 玉門縣     | 東達里圖（今玉門市西北玉門鎮）                               | 安肅道       | |
| 第七區     | 酒泉縣     | 20071  | 不適用 | 肅北設治局 | 公婆泉（一作滾坡泉，今肅北蒙古族自治縣駐地馬鬃山鎮公婆泉村） | (安肃道)     | 民國26年（1937年）10月析安西、玉門等縣北部馬鬃山一帶成立馬鬃山設治局，民國27年（1938年）2月更名。民國28年（1939年）6月徙治將軍台（在今肅北蒙古族自治縣駐地馬鬃山鎮）、民國30年（1941年）3月，設治局機關遷到安西縣三道溝（今瓜州縣東三道溝鎮）。                                                                                             |
| 第八區     | 武都縣     | 20030  | 二等   | 武都縣     | 今隴南市武都區駐地城關鎮                                     | 渭川道       | 清代為階州直隸州直轄地，民國2年（1913年）4月改縣並改名，因漢代武都郡得名。 |
| 第八區     | 武都縣     | 20031  | 三等   | 西固縣     | 西固（今舟曲縣駐地城關鎮）                                   | 渭川道       | 清代為階州西固州同轄境。因“西固地勢遼闊，北、西兩面接洮、岷番界，南連馬土司番界，錢糧向由西固征收，併入武都甚難”，於民國2年（1913年）4月置縣。 |
| 第八區     | 武都縣     | 20032  | 三等   | 康縣       | 白馬關（今康縣東北雲台鎮）                                   | (渭川道)     | 原為武都縣東部，地近陝西省，區域遼闊，距武都縣駐地過遠，民國17年（1928年）6月置永康縣。因與浙江省永康縣重名，民國18年4月改名，因古康州得名。民國31年（1942年）11月移駐岸門口（今康縣南岸門口鎮）。民國33年（1944年）5月正式實施。 |
| 第八區     | 武都縣     | 20033  | 三等   | 文縣       | 今文縣駐地城關鎮                                             | 渭川道       | |
| 第八區     | 武都縣     | 20034  | 三等   | 成縣       | 今成縣駐地城關鎮                                             | 渭川道       | |
| 第九區     | 臨洮縣     | 20004  | 二等   | 臨洮縣     | 今臨洮縣駐地洮陽鎮                                           | 蘭山道       | 清代為狄道州，民國2年（1913年）4月改為狄道縣。民國17年（1928年）3月改名。因元置臨洮府於此，故名。 |
| 第九區     | 臨洮縣     | 20006  | 六等   | 洮沙縣     | 沙泥城（今臨洮縣北太石鎮北側）                               | 蘭山道       | 清代為狄道州沙泥分州，民國2年（1913年）4月置沙縣。因與福建省縣名重名，民國3年（1914年）1月改名。縣在洮水之東，由沙泥分州改置，故名。民國5年（1916年）移治太石鋪（今臨洮縣北太石鎮）。 |
| 第九區     | 臨洮縣     | 20011  | 三等   | 榆中縣     | 今榆中縣駐地城關鎮                                           | 蘭山道       | 清代為金縣。因與奉天省縣名重名，民國3年（1914年）1月遺漏未改，民國8年（1919年）8月內務部改名金城縣並獲大總統令准。因晉代曾為金城縣治，故名。而“金城郡望，向屬省垣，金縣改名金城，未免淆混”，甘肅省政府又擬改名興隆縣，旋又咨請改名榆中縣。因漢榆中縣得名。民國8年（1919年）10月奉大總統令准。                                               |
| 第九區     | 臨洮縣     | 20012  | 四等   | 渭源縣     | 今渭源縣駐地清源鎮                                           | 蘭山道       | |
| 第九區     | 臨洮縣     | 20013  | 三等   | 定西縣     | 今定西市城區                                                 | 蘭山道       | 清代為安定縣，因與陝西省縣名重名，民國3年（1914年）1月改名。因原縣名是以定西、安西兩城得名。而安西縣在宋貞祐時屬定西州，元至元中又併入州，因此以定西為名。 |
| 第九區     | 臨洮縣     | 20068  | 五等   | 康樂縣     | 丰台堡（今康樂縣西南蘇集鎮東丰台村）                         | (蘭山道)     | 民國21年（1932年）析臨洮、岷縣、臨潭等縣地置洮西設治局，民國22年（1933年）2月更名為康樂設治局。宋置康樂寨於此，故名。局所駐新集堡（今康樂縣駐地附城鎮）。民國29年（1940年）改縣。 |
| 第九區     | 臨洮縣     | 20070  | 四等   | 會川縣     | 官堡（今渭源縣西會川鎮）                                     | (蘭山道)     | 民國33年（1944年）析臨洮、岷縣、漳縣、臨潭、渭源及卓尼設治局交界地置。因大、小南川河交匯於此，故名。 |
| 寧夏道     | 寧夏縣     | 不適用 | 不適用 | 寧夏縣     | 寧夏城（今寧夏回族自治區銀川市城區）                         |              | 清代為寧夏府附郭縣，民國18年（1929年）1月1日移屬寧夏省。 |
| 寧夏道     | 寧夏縣     | 不適用 | 不適用 | 寧朔縣     | 寧夏城（今寧夏回族自治區銀川市城區）                         |              | 清代為寧夏府附郭首縣，民國2年（1913年）4月移治滿城（今民國18年（1929年）移屬寧夏省。 |
| 寧夏道     | 寧夏縣     | 不適用 | 不適用 | 靈武縣     | 靈武城（今寧夏回族自治區靈武市駐地城區街道）                 |              | 清代為靈州，民國2年（1913年）4月改置縣並改名，因古靈武郡為名。民國18年（1929年）1月移屬寧夏省。 |
| 寧夏道     | 寧夏縣     | 不適用 | 不適用 | 鹽池縣     | 鹽池城（花馬池，今寧夏回族自治區鹽池縣駐地花馬池鎮）         |              | 清代為靈州花馬池分州，民國2年（1913年）4月改置縣並改名鹽池縣，以境內有鹽池，故名。民國18年（1929年）1月移屬寧夏省。 |
| 寧夏道     | 寧夏縣     | 不適用 | 不適用 | 平羅縣     | 平羅城（今寧夏回族自治區平羅縣駐地城關鎮）                   |              | 民國18年（1929年）1月移屬寧夏省。 |
| 寧夏道     | 寧夏縣     | 不適用 | 不適用 | 中衛縣     | 今寧夏回族自治區中衛市城區                                   |              | 民國18年（1929年）1月移屬寧夏省。 |
| 寧夏道     | 寧夏縣     | 不適用 | 不適用 | 金積縣     | 金積堡（今寧夏回族自治區吳忠市西南金積鎮）                   |              | 清代為寧靈廳，民國2年（1913年）4月改置縣並改名金積縣，因金積山得名。民國18年（1929年）1月移屬寧夏省。 |
| 寧夏道     | 寧夏縣     | 不適用 | 不適用 | 鎮戎縣     | 豫旺堡（今寧夏回族自治區同心縣東北下馬關鎮）                 |              | 清代為平遠縣，因與廣東、貴州2省縣名重名，民國3年（1914年）1月改名鎮戎縣，因縣由西安、平遠、鎮戎3所改置，故名。民國17年（1928年）改名豫旺縣。民國18年（1929年）1月屬寧夏省。 |
| 西寧道     | 西寧縣     | 不適用 | 不適用 | 西寧縣     | 今青海省西寧市城區                                           |              | 清代為西寧府附郭縣。民國18年（1929年）1月1日移屬青海省。 |
| 西寧道     | 西寧縣     | 不適用 | 不適用 | 大通縣     | 今青海省大通回族土族自治縣駐地城關鎮                         |              | 民國18年（1929年）1月移屬青海省。 |
| 西寧道     | 西寧縣     | 不適用 | 不適用 | 樂都縣     | 今青海省海東市樂都區駐地碾伯鎮                               |              | 清代為碾伯縣，民國17年（1928年）3月改名，以晉代樂都縣為名。民國18年（1929年）1月移屬青海省。 |
| 西寧道     | 西寧縣     | 不適用 | 不適用 | 循化縣     | 積石（今青海省循化撒拉族自治縣駐地積石鎮）                   |              | 清代為循化廳，民國2年（1913年）4月改制縣。民國18年（1929年）1月移屬青海省。 |
| 西寧道     | 西寧縣     | 不適用 | 不適用 | 貴德縣     | 曲喀沙甲（今青海省貴德縣駐地河陰鎮）                         |              | 清代為貴德廳，民國2年（1913年）4月改制縣。民國18年（1929年）1月移屬青海省。 |
| 西寧道     | 西寧縣     | 不適用 | 不適用 | 巴燕縣     | 巴燕戎（今青海省化隆回族自治縣駐地巴燕鎮）                   |              | 清代為巴燕戎格廳，民國2年（1913年）4月改制縣，改名巴戎縣，民國17年（1928年）3月改名巴燕縣。民國18年（1929年）1月移屬青海省。 |
| 西寧道     | 西寧縣     | 不適用 | 不適用 | 湟源縣     | 丹噶爾（今青海省湟源縣駐地城關鎮）                           |              | 清代為丹噶爾廳，民國2年（1913年）4月改制縣並改名。因地處湟水之源，故名。民國18年（1929年）1月屬移青海省。 |

## 行政區劃年表
| 甘肅省行政區劃年表                                                        |          |    |    |    |              | |
| 說明：「?」表示不能確定其發生年份或月份，故放於最有可能的一年內，詳見注釋 |          |    |    |    |              | |
| 西元                                                                      | 民國紀元 | 縣 | 市 | 局 | 其他         | 行政區劃變更 |
| 1912年                                                                    | 民國1年  | 47 |    |    | 6府 11州 7廳 | |
| 1913年                                                                    | 民國2年  | 76 |    |    |              | - 析皋蘭縣置紅水縣（?月） - 廢鞏昌府留隴西縣（?月） - 析隴西縣置漳縣（4月） - 改洮州廳為臨潭縣（4月） - 改岷州為岷縣（4月） - 廢平涼府留平涼縣（?月） - 改靜寧州為靜寧縣（4月） - 析隆德縣置莊浪縣（4月） - 改化平川直隸廳為化平縣（4月） - 廢慶陽府留安化縣（?月） - 改寧州為寧縣（4月） - 改涇州直隸州為涇縣（4月） - 改固原直隸州為固原縣（4月） - 改秦州直隸州為天水縣（4月） - 改河州為導河縣（4月） - 廢涼州府留武威縣（?月） - 廢甘州府留張掖縣（?月） - 析山丹縣置樂東縣（4月） - 改扶彝廳為扶彝縣（4月） - 改肅州直隸州為酒泉縣（4月） - 析肅州直隸州為金塔縣（4月） - 析高台縣置毛目縣（4月） - 改安西直隸州為安西縣（4月） - 改階州直隸州為武都縣（4月） - 析階州直隸州為西固縣（4月） - 改狄道州為狄道縣（4月） - 析狄道州置沙縣（4月） - 改靈州為靈武縣（4月） - 析靈州置鹽池縣（4月） - 改寧靈廳為金積縣（4月） - 廢寧夏府留寧夏、寧朔二縣（?月） - 廢西寧府留西寧縣（?月） - 改循化廳為循化縣（4月） - 改貴德廳為貴德縣（4月） - 改巴燕戎格廳為巴戎縣（4月） - 改丹噶爾廳為湟源縣（4月） |
| 1914年                                                                    | 民國3年  | 76 |    |    |              | - 海城縣改名海原縣（1月） - 安化縣改名慶陽縣（1月） - 涇縣改名涇川縣（1月） - 寧遠縣改名武山縣（1月） - 沙縣改名洮沙縣（1月） - 安定縣改名定西縣（1月） - 平遠縣改名鎮戎縣（1月） |
| 1915年                                                                    | 民國4年  | 76 |    |    |              | |
| 1916年                                                                    | 民國5年  | 76 |    |    |              | |
| 1917年                                                                    | 民國6年  | 77 |    |    |              | - 析導河縣置寧定縣（?月） |
| 1917年                                                                    | 民國6年  | 77 |    |    |              | |
| 1918年                                                                    | 民國7年  | 77 |    |    |              | |
| 1919年                                                                    | 民國8年  | 77 |    |    |              | - 金縣改名榆中縣（10月） |
| 1920年                                                                    | 民國9年  | 77 |    |    |              | |
| 1921年                                                                    | 民國10年 | 77 |    |    |              | |
| 1922年                                                                    | 民國11年 | 77 |    |    |              | |
| 1923年                                                                    | 民國12年 | 77 |    |    |              | |
| 1924年                                                                    | 民國13年 | 77 |    |    |              | |
| 1925年                                                                    | 民國14年 | 77 |    |    |              | |
| 1926年                                                                    | 民國15年 | 77 |    | 1  |              | - 析導河、臨潭、循化置拉蔔楞設治局（?月） |
| 1927年                                                                    | 民國16年 | 77 |    | 1  |              | |
| 1928年                                                                    | 民國17年 | 79 |    |    |              | - 平番縣改名永登縣（3月） - 改拉蔔楞設治局為夏河縣（3月） - 改伏羌縣為甘谷縣（3月） - 改導河縣為臨夏縣（3月） - 改鎮番縣為民勤縣（3月） - 改扶彝縣為臨澤縣（3月） - 改毛目縣為鼎新縣（3月） - 改狄道縣為臨洮縣（3月） - 改碾伯縣為樂都縣（3月） - 改巴戎縣為巴燕縣（3月） - 析武都縣置永康縣（6月） - 改鎮戎縣為豫旺縣（?月） |
| 1929年                                                                    | 民國18年 | 66 |    |    |              | - 寧夏縣移屬寧夏省（1月） - 寧朔縣移屬寧夏省（1月） - 靈武縣移屬寧夏省（1月） - 鹽池縣移屬寧夏省（1月） - 平羅縣移屬寧夏省（1月） - 中衛縣移屬寧夏省（1月） - 金積縣移屬寧夏省（1月） - 豫旺縣移屬寧夏省（1月） - 西寧縣移屬青海省（1月） - 大通縣移屬青海省（1月） - 樂都縣移屬青海省（1月） - 循化縣移屬青海省（1月） - 貴德縣移屬青海省（1月） - 巴燕縣移屬青海省（1月） - 湟源縣移屬青海省（1月） - 析臨夏縣置永靖縣（4月） - 析臨洮、臨夏二縣置和政縣（10月） |
| 1930年                                                                    | 民國19年 | 66 |    |    |              | |
| 1931年                                                                    | 民國20年 | 66 |    |    |              | |
| 1932年                                                                    | 民國21年 | 66 |    | 1  |              | - 析臨洮、岷縣、臨潭置洮西設治局（?月） |
| 1933年                                                                    | 民國22年 | 66 |    | 1  |              | - 改洮西設治局為康樂設治局（2月） - 樂東縣改名民樂縣（6月） |
| 1934年                                                                    | 民國23年 | 66 |    | 1  |              | |
| 1935年                                                                    | 民國24年 | 66 |    | 1  |              | |
| 1936年                                                                    | 民國25年 | 66 |    | 1  |              | |
| 1937年                                                                    | 民國26年 | 66 |    | 2  |              | - 析安西、玉門置馬鬃山設治局（10月） |
| 1938年                                                                    | 民國27年 | 66 |    | 2  |              | - 改馬鬃山設治局為肅北設治局（2月） |
| 1939年                                                                    | 民國28年 | 66 |    | 2  |              | |
| 1940年                                                                    | 民國29年 | 68 |    | 1  |              | - 析卓尼土司置卓尼設治局（?月） - 改康樂設治局為康樂縣（?月） |
| 1941年                                                                    | 民國30年 | 69 | 1  | 1  |              | - 析皋蘭縣置蘭州市（5月） - 析固原、海原、隆德置西吉縣（?月） |
| 1942年                                                                    | 民國31年 | 69 | 1  | 1  |              | |
| 1943年                                                                    | 民國32年 | 69 | 1  | 1  |              | |
| 1944年                                                                    | 民國33年 | 70 | 1  | 1  |              | - 析臨洮、岷縣、漳縣、臨潭、渭源及卓尼設治局置會川縣（?月） |
| 1945年                                                                    | 民國34年 | 70 | 1  | 1  |              | |
| 1946年                                                                    | 民國35年 | 70 | 1  | 1  |              | |
| 1947年                                                                    | 民國36年 | 70 | 1  | 1  |              | |
| 1948年                                                                    | 民國37年 | 70 | 1  | 1  |              | |
| 1949年                                                                    | 民國38年 | 70 | 1  | 1  |              | |

## 政府體制

### 省會
民國三十年（1941年）以前駐皋蘭縣，此後駐蘭州市，均為今甘肅省蘭州市區。因民國三十八年（1949年）夏季國軍於扶郿戰役遭受沉重打擊，蘭州遭受威脅，省政府於8月前遷駐肅南的武都縣。

### 構成
甘肅省政府委員會設委員9至11人，其中主席1人。省政府正式成立後，下設秘書處及民政、財政、教育、建設、軍事、司法、農工、土地等廳。

### 省政府首長
甘肅臨時軍政府都督
- 黃鉞

甘肅都督府都督
- 趙惟熙（署）
- 張炳華（護）
- 張廣建（署）

甘肅行政公署民政長
- 趙惟熙
- 張炳華（護）
- 張廣建

附：加將軍銜督理甘肅軍務 甘肅巡按使公署巡按使
- 張廣建

附：甘肅督軍府督軍
- 張廣建
- 蔡成勳（未到任前陸洪濤護）
- 陸洪濤

附：督辦甘肅軍務善後事宜
- 陸洪濤
- 馮玉祥（劉郁芬代）
- 李鳴鐘（劉郁芬代）

甘肅省長公署省長
- 張廣建
- 蔡成勳（未到任前陳誾護）
- 潘齡皋
- 林錫光（護）
- 林錫光（署）
- 陸洪濤
- 楊思（代）
- 薛篤弼（未到任前楊思護）

甘肅省政府主席
- 劉郁芬（孫連仲代，1927年6月－1930年11月）
- 孫連仲（馮玉祥任命）1929年6月－1931年8月）
- 馬鴻賓（1931年8月－1931年11月）
- 于學忠（1931年11月－1931年12月15日）
- 邵力子（1931年12月15日－1937年3月30日）
- 朱紹良（1937年3月30日－1940年）
- 谷正倫（1940年－1946年）
- 郭寄嶠（1946年－1949年）
- 馬鴻逵（1949年－1949年12月2日）